# Melipona fuliginosa
Melipona fuliginosa är en biart som beskrevs av Amédée Louis Michel Lepeletier 1836. Melipona fuliginosa ingår i släktet Melipona och familjen långtungebin. Inga underarter finns listade i Catalogue of Life.